# Rio Bradu (Suciu)
O Rio Bradu é um rio da Romênia afluente do Rio Suciu, localizado no distrito de Maramureş.